# Stellaria vestita
Stellaria vestita là loài thực vật có hoa thuộc họ Cẩm chướng. Loài này được Kurz miêu tả khoa học đầu tiên năm 1873.